# Ibu Mertua-ku
Ibu Mertuaku (tiếng Anh: My Mother In-Law) là một bộ phim cổ điển của Malaysia, được phát hành vào năm 1962 và được đạo diễn và đóng chính bởi huyền thoại của màn ảnh bạc P. Ramlee. Câu chuyện của bộ phim xoay quanh mối tình đau thương giữa Kassim Selamat, một nhạc sĩ nghèo, và Sabariah, con gái duy nhất của một phụ nữ giàu có.
Bộ phim nổi bật với việc phần đầu mở đầu như một bộ phim hài lãng mạn vui nhộn, nhưng ở phút thứ 30 chuyển sang một câu chuyện bi kịch. Giống như nhiều tác phẩm của P. Ramlee, bộ phim phê phán hệ thống phân chia không chính thức giữa giàu và nghèo. Bộ phim này được coi là một kiệt tác của Malaysia, không chỉ với một số ca khúc nổi tiếng - đặc biệt là Di Mana Kan Ku Cari Ganti - mà còn với cách mà nó mô tả một cảnh mắt bị đâm nổi tiếng do bi kịch trong cao trào của bộ phim.
Phim "Ibu Mertuaku" đã được trình chiếu tại hai Liên hoan Phim: Liên hoan Phim Châu Á 1963 và Liên hoan Phim Quốc tế Paris 1963. Phim đã đoạt giải thưởng "Tài năng Đa năng nhất" tại Liên hoan Phim Châu Á 1963 (Tôkyô).